# 메타개체군

매타개체군은 어업에 중요하다. 지역 개체(1.)는 주변 아종 개체(1.a, 1.b, 1.c)와 잡종형성된다.

메타개체군(metapopulation)은 같은 장소에 작은 여러 개체군이 모여 생성과 소멸을 반복하면서 남아있는 개체군 모형을 말한다. 작은 개체군은 절멸에 취약하다. 그러나 각각 개체군이 빈번한 이동을 통한 상호작용을 이루면서 개체군을 유지하는 것을 바로 메타개체군이라 한다.
메타개체군은 2가지 종류가 있다.
- A타입: 육지-섬 메타개체군; 큰 개체군을 가지고 있는 하나의 육지가 작은 개체군을 가진 섬들에 개체를 공급처(source)역할을 하며 섬은 이를 받아들이는 수용처(sink)의 역할을 한다. 공급처에서 공급된 개체들은 수용처의 유전적 다양성을 증대시키고, 멸절을 야기하기도 한다. 이 과정은 일방적으로 이루어진다.
- B타입: 비슷한 크기의 개체군간의 메타개체군; 크기가 매우 유사한 개체군 간의 연관성과 상호작용으로 메타개체군이 형성되는 것이다. 이 과정은 양방으로 이루어진다.

## 같이 보기
- 경쟁 (생물학)
- 보전생물학
- 로트카-볼테라 방정식
- 진동
- 포식